# عثرت (تونس)
عثرت هو حي شعبي موجود في مدينة نابل التونسية يعرف هذا الحي بأنه أيضا قريب من حي دار شعبان الفهري، كما يعد هذا الحي من أهم أحياء الموجودة في مدينة نابل.